# Tribes 2
Tribes 2 é um jogo de jogo de tiro em primeira pessoa multiplayer desenvolvido pela Dynamix e publicado pela Sierra On-Line em 2001 como sequência de  Starsiege: Tribes .

## História
Situado no ano 3941 do universo fictício Earthsiege,  Tribes 2  permite que o usuário jogue como um soldado em uma das várias facções (referidas no jogo como tribos). ), ou seja, os Filhos da Fênix, da Águia de Sangue, da Espada de Diamante e do Lobo das Estrelas. Os jogadores também podem optar por disputar uma corrida rebelde criada por humanos / trabalhadores chamada BioDerms. Nenhuma das facções difere uma da outra em pontos fortes ou fracos, mas cada uma tem uma aparência distinta e uma história de fundo.

## Jogabilidade
Tribes 2 é um jogo on-line multiplayer, projetado para Internet ou LAN para jogar com até 128 jogadores (64 x 64) ou bots por partida, embora um pequeno o modo tutorial do jogador está incluído. O jogo pode ser jogado da perspectiva de first- e terceira pessoa. Cada partida ocorre em um mapa com o tema da Terra Terrestre mapa. O mecanismo do Tribes 2, uma versão inicial do Torque Game Engine, é capaz de mapas internos e externos, com amplas áreas de lazer. O movimento do jogador no mapa pode ser a pé, usando um jet pack, ou em vários veículos terrestres e aéreos como piloto, co-piloto ou passageiro.
Cada partida é disputada de acordo com um dos vários modos de jogo possíveis, que ditam as regras da partida. Esses modos incluem Capture the Flag, deathmatch, Rabbit, Arena, Hunters, Duel-MOD, Siege, Gauntlet e Bounty. Os jogadores são livres para escolher seu próprio papel e podem implantar vários itens de armas, veículos e posicionamentos. Muitos desses itens podem ser deixados sem supervisão para operar automaticamente, ou o controle pode ser assumido pelos jogadores. Cada jogador também pode escolher entre três tipos armor (que trocam várias habilidades, por exemplo, fraca, mas rápida, forte, mas lenta ou mediana) e um carregamento de armas e equipamentos, que pode ser reconfigurado a qualquer momento durante uma partida.
A grande variedade de equipamentos e itens implantáveis resulta em muitas oportunidades de jogo e táticas criativas, de puro combate a furtividade. A jogabilidade do Tribes 2 faz uso extensivo do voo movido a jato, que adiciona um elemento vertical notável ao combate e uma ação de esqui para descer ladeiras. Como tal, o estilo de jogo varia drasticamente de jogador para jogador e de momento para momento, mas a jogabilidade do Tribes 2 pode ser generalizada como sendo um combate tridimensional em ritmo acelerado em uma ampla área de jogo. O combate jogador a jogador é um elemento central da jogabilidade do Tribes 2, mesmo nos modos de equipe.

## Desenvolvimento e versão
Tribes 2  foi desenvolvido pela Dynamix como uma sequência de Starsiege: Tribes. Mötley Crüe gravou uma música para o jogo que nunca foi lançada com o jogo.
Em 2 de novembro de 2008, a Sierra / Vivendi desativou os servidores de autenticação necessários para o seu multiplayer online e retirou todo o suporte oficial à franquia Tribes.
No início de 2009, um projeto da comunidade de fãs forneceu um patch não oficial e um servidor de substituição que restaurou a funcionalidade multiplayer online.
O Torque 3D mecanismo de jogo, no qual o Tribes 2 é construído, foi lançado pela GarageGames sob a licença MIT em 20 de setembro de 2012. O código-fonte de Tribes 2 ao lado do mecanismo da engine torque não foi disponibilizada.
Publicado por Sierra On-Line, foi lançado para Microsoft Windows na América do Norte em 28 de março de 2001, na Europa em 13 de abril de 2001 e no Japão em 22 de junho de 2001 (onde estava publicado por Capcom). Um Linux port foi lançado pela Loki Entertainment em 19 de abril de 2001.
Em 20 de novembro de 2002, a Sierra lançou uma atualização para  Tribes 2 . Esta atualização continha dois novos tipos de jogos, novos mapas e atualizações para solucionar vários problemas. Sierra, que fazia parte da Vivendi Universal Games, licenciou a franquia para a Irrational Games para uma terceira parcela;  Tribes: Vengeance  foi lançado em outubro de 2004.
Em um esforço para aumentar o interesse na próxima sequência, a Sierra lançou os originais  Starsiege: Tribes  e  Tribes 2  como download freeware em 4 de maio de 2004.
Em 2015, o jogo foi lançado como freeware pela Hi-Rez Studios.

## Recepção
Tribes 2  teve sucesso comercial. Suas vendas haviam ultrapassado 200.000 cópias e aumentavam constantemente no momento do fechamento da Dynamix em novembro de 2001, de acordo com Dave Georgeson da empresa. Em agosto de 2006, as vendas do jogo haviam atingido 280.000 cópias apenas nos Estados Unidos, representando US $ 9,2 milhões em receita. Isso levou  Edge  a declarar o 70º jogo de computador mais vendido no país entre janeiro de 2000 e agosto de 2006. Vendas combinadas de todos os jogos de computador  Tribes  lançados entre essas datas , incluindo  Tribes 2 , alcançou 480.000 unidades nos Estados Unidos em agosto de 2006.
Tribes 2  recebeu "críticas geralmente favoráveis" de acordo com o site agregação de críticas Metacritic.